# سیس بیکر
سیس بیکر (انگلیسی: Cis Baker؛ زادهٔ) بازیکن فوتبال اهل بریتانیا است.
از باشگاه‌هایی که در آن بازی کرده‌است می‌توان به باشگاه فوتبال چسترفیلد و باشگاه فوتبال بلکپول اشاره کرد.